# Korean Film Council
El Korean Film Council (KOFIC) es la agencia de promoción cinematográfica de Corea del Sur y está bajo la autoridad del Ministerio de Cultura, Deportes y Turismo.
El KOFIC administra el Fondo de Cine de Corea del Sur. Si bien casi la mitad del fondo es financiado por el gobierno, también se destina al mismo el 3 % de los ingresos de taquilla. En principio el recargo en las entradas de cine era solo temporal, de 2007 a 2014, pero se prorrogó por siete años. El KOFIC brinda apoyo financiero para películas independientes, cortometrajes y documentales. En 2014 la financiación equivalía a unos 52,6 millones dólares estadounidenses. Asimismo, el KOFIC apoya el mercadeo internacional de las producciones cinematográficas de Corea del Sur y promueve las coproducciones con industrias cinematográficas extranjeras. Por último, la agencia ofrece incentivos para que las productoras extranjeras rueden en Corea del Sur.
Es comparable al Centro Nacional del Cine y la Imagen Animada (CNC) de Francia. Una diferencia es que el CNC también patrocina la industria de la televisión, mientras que el KOFIC solo patrocina la industria del cine.

## Historia
El 3 de abril de 1973 se fundó Motion Picture Promotion Corporation (MPPC), oficialmente para apoyar la industria del cine de Corea del Sur, pero que enrealidad era una extensión del régimen para controlarla y ejercer la censura según los dictados del gobierno. En 1984 el MPPC fundó la escuela de cine KAFA. Después de la democratización de Corea del Sur a fines de la década de 1980, el papel del MPPC también cambió. Se reorganizó en 1999, bajo el gobierno de Kim Dae-jung, lo que fue prácticamente una refundación, y se le cambió el nombre a Korean Film Commission. En 2004 el nombre volvió a modificarse ahora a Korean Film Council, para evitar confusiones con las comisiones cinematográficas locales. En 2013, KOFIC trasladó su sede a Busan como parte de un programa gubernamental para descentralizar las agencias públicas; a la misma ciudad se llevó también la Junta de Clasificación de Medios de Corea (KRMB).

## Organización
Aunque recibe su presupuesto anual del Ministerio de Cultura, es un órgano en gran medida independiente a la hora de planificar y llevar a cabo las políticas de apoyo al cine. Está dirigido por nueve comisionados elegidos por el ministerio para un mandato de tres años, y son en gran parte profesionales de la misma industria cinematográfica o profesores de materias relacionadas.